# (2961) Katsurahama
(2961) Katsurahama (1982 XA) – planetoida z pasa głównego asteroid okrążająca Słońce w ciągu 3,42 lat w średniej odległości 2,27 j.a. Odkryta 7 grudnia 1982 roku.